# Finanzholding-Gesellschaft
Eine Finanzholding-Gesellschaft ist eine spezielle Form einer Finanzholding, die dem europäischen Bankenaufsichtsrecht unterliegt und dort näher geregelt ist. Sie bezeichnet ein Finanzunternehmen, dessen Tochterunternehmen ausschließlich oder hauptsächlich Finanzinstitute oder -unternehmen sind, wobei mindestens eines dieser Tochterunternehmen ein Kreditinstitut oder eine Wertpapierfirma ist.
Sinn der Regulierung von Finanzholding-Gesellschaften ist die Beaufsichtigung von Unternehmensgruppen, zu denen Kreditinstitute und Wertpapierunternehmen gehören, die aber nicht das Mutterunternehmen der Unternehmensgruppe sind. Auch für diese Finanzholding-Gruppen gelten bankenaufsichtsrechtliche Vorschriften z. B. über die Eigenmittelausstattung (§ 10a KWG), Anforderungen an Personen in Leitungsorganen (§ 2d KWG), Genehmigungspflicht für die Begründung von Unternehmensbeziehungen (§ 12a KWG) und bestimmte Meldepflichten (§ 24 KWG). Eine Finanzholding-Gesellschaft kann auf Antrag übergeordnetes Institut einer Institutsgruppe sein (normalerweise ist das das größte Kreditinstitut der Gruppe) und ist dann für die Einhaltung der Eigenmittelvorschrften der Gruppe verantwortlich.
Beispiele für eine Finanzholding-Gesellschaft sind die Landesbank Berlin Holding, die Finanzholding-Gesellschaft der Sparkasse in Bremen und die Haspa Finanzholding.